# Nombre 182
El nombre 182 (CLXXXII) és el nombre natural que segueix el nombre 181 i precedeix el nombre 183.
La seva representació binària és 10110110, la representació octal 266 i l'hexadecimal B6.
La seva factorització en nombres primers és 2×7×13; altres factoritzacions són 1×182 = 2×91 = 7×26 = 13×14; és un nombre 3-gairebé primer: 7 × 2 × 13 = 182.